# Отмеченное время
Отмеченное время (исп. La hora marcada) — мексиканский детективный телесериал с элементами триллера, фильма ужасов и фэнтези 1986 года производства Televisa. Вышел на экраны спустя 2 года после начала съёмок и демонстрировался с 1988 по 1999 год. На экраны вышли свыше 200 серий.

## Синопсис
Отмеченное время — мексиканский телесериал в формате реалити-шоу. Главной героиней являлась женщина в чёрном, которая звалась «смерть». Истории были простыми, оригинальными и страшными с целью вызвать страх у телезрителей. В телесериале в формате реалити-шоу работали начинающие режиссёры-постановщики, которые вышли на международный уровень — Гильермо дель Торо, Альфонсо Куарон, Эммануэль Любецкий, а также большая часть актёрского состава, среди которых выделялись крупнейшие фигуры мексиканского национального кинематографа и телесериалов — Офелия Гильмаин, Педро Армендарис-мл., Марга Лопес, Адриана Роэль, Гонсало Вега, Сальвадор Санчес, Патрисия Рейес Спиндола, Эвита Муньос «Чачита» и многие многие другие.

## Создатели телесериала

### В ролях
В телесериале приняли участие 221 актёров и актрис.

#### Избранный актёрский состав
- Франсес Ондивьела — девушка Негро.
- Аврора Кортес — Ансиана.
- Хулио Монтерде — отец Кристины.
- Эдуардо Паломо — Эдди.
- Роберто Соса Мартинес — Билли.
- Родольфо Ариас — Чарлес.
- Дора Кордеро — Магда.
- Умберто Сандоваль — танцовщик в тени.
- Хосе Мария Торре — Орасио (ребёнок).
- Маргарита Гралия — Маура.
- Патрисия Рейес Спиндола — Эсперанса.
- Гильермо Гарсия Канту — Эмилио.
- Эрнесто Лагуардия — Густаво.
- Рафаэль Рохас — Оскар.
- Фернандо Саэнс — Эфраин.
- Анаи — Кристина.
- Рафаэль Баледон — Дон Мариано.
- Алехандро Брачо — доктор Элиас.
- Эванхелина Элисондо — бабушка.
- Офелия Гильмаин — Донья Эмма.
- Марга Лопес — Марта.
- Елена Рохо — Лиса.
- Хульета Росен — Марисса.
- Кармен Салинас — Элла.
- Летисия Кальдерон — Лусия.
- Виктор Карпинтейро — Педро.
- Ана Кольчеро — Гильма.
- Ана Офелия Мургуйя — хозяйка дома.
- Мануэль Охеда — Томас.
- Анхелина Пелаэс — Романа.
- Алехандра Пениче — Ребека.
- Дуния Сальдивар — мама.
- Моисес Суарес — Айас.
- Арселия Рамирес — молодая женщина.
- Марта Мариана Кастро — смерть.
- Константино Костас — Амадо.
- Генри Доннадье — Габардиновый человек.
- Ана Берта Эспин — Ампаро.
- Мигель Анхель Феррис — Хуан.
- Эктор Ортега — Лало.
- Тина Ромеро — Кармен.
- Марта Аура — женщина Бланко.
- Луис де Икаса — Рикардо.
- Маргарита Исабель — матушка.
- Мариана Леви — Исабель.
- Патрисия Перейра — Натиели.
- Хавьер Руис — Диего.
- Мария Альмела — Лусия.
- Вероника Лангер — диктор.
- Марта Наварро — матушка.
- Антонио Рангель — Рамиро.
- Алисия дель Лаго — привратница.
- Асела Робинсон
- Мария Фернандо Гарсия — репортёр.
- Хуан Карлос Коломбо — доктор.
- Андрес Бонфильо — Хавьер.
- Педро Армендарис-мл.
- Роберто Бальестерос
- Серхио Бустаманте
- Эдит Гонсалес
- Бланка Герра
- Эрнесто Гомес Крус
- Клаудия Ислас
- Лус Мария Херес
- Хулисса
- Серхио Клейнер
- Леонор Льяусас
- Анхелика Мария
- Офелия Медина
- Карлос Монден
- Клаудия Рамирес
- Энрике Роча
- Мария Рохо
- Ари Тельч
- Умберто Сурита
- Диана Брачо — мать Кристины.
- Хосефина Эчанове — мисс Кампос.
- Мариагна Пратс — Тереса.
- Адриана Роэль — тётя Кларисса.
- Рафаэль Санчес Наварро — Луис.
- Сальвадор Санчес — Хикотильо.

#### Эпизодические роли
Во второстепенных и эпизодических ролях снялись малопримечательные и неизвестные актёры, поэтому в список они не вносятся.

### Административная группа
- авторы сценария: 24 человека, среди которых: Гильермо дель Торо, Уго Масиас Макотела, Росита Кинтана, Хилдьберто де Анда, Лилия Арагон
- композиторы: Джоанна Бланко, Мигель Анхель Галарса, Педро Гилабер
- операторы-постановщики: Эммануэль Любецки, Альфонсо Куарон, Марко Антонио Руис, Карлос Маркович, Альберто Рентерия, Антонио Руис
- монтажёры-постановщики: Хуан Мора Катлетт, Уго Масиас Макотела, Альфонсо Куарон
- режиссёры постановщики: 26 человек, среди которых: Гильермо дель Торо, Хильберто де Анда, Уго Масиас Макотела, Хулиан Пастор